# Daniel Cardoso
Daniel Cardoso (Johannesburgo, 6 de octubre de 1988) es un futbolista sudafricano que juega en la demarcación de defensa para el Sekhukhune United FC de la Liga Premier de Sudáfrica.

## Selección nacional
Hizo su debut con la selección de fútbol de Sudáfrica el 25 de marzo de 2015 en un encuentro amistoso contra Suazilandia que finalizó con un resultado de 1-3 a favor del combinado sudafricano tras el gol de Felix Badenhorst para Suazilandia, y de Thulani Hlatshwayo, Thabo Mnyamane y Mandla Masango para Sudáfrica.

## Clubes
| Club                 | País      | Año       | Partidos | Goles |
| -------------------- | --------- | --------- | -------- | ----- |
| Free State Stars FC  | Sudáfrica | 2012-2015 | 65       | 1     |
| Kaizer Chiefs FC     | Sudáfrica | 2015-2022 | 198      | 13    |
| Sekhukhune United FC | Sudáfrica | 2022-     | 95       | 3     |